# كاترينا باولوس
كاترينا «كاتي» باولوس (بالألمانية: Katharina “Käthe” Paulus) (ولدت في 22 ديسمبر 1868 - توفيت في26 يوليو 1935)؛  هي قافزة مظلات ألمانية ومخترعة أول مظلة قابلة للطي.  